# Renate
Renate est une commune italienne de la province de Monza et de la Brianza, dans la région Lombardie.

## Personnalité
- Edoardo Mangiarotti (1919-2012), escrimeur, 6 fois champion olympique et 13 fois champion du monde (le plus titré de tous les escrimeurs), est né à Renate.
- Dionigi Tettamanzi (1957-2017), cardinal italien, archevêque de Gênes (1995-2002) et de Milan (2002-2011).

## Administration
| Période                                  | Période | Identité | Étiquette | Qualité |
| ---------------------------------------- | ------- | -------- | --------- | ------- |
|                                          |         |          |           |         |
| Les données manquantes sont à compléter. |         |          |           |         |

### Communes limitrophes
Cassago Brianza, Veduggio con Colzano, Briosco, Monticello Brianza, Besana in Brianza